# Dickenson County
Dickenson County ist ein County im Bundesstaat Virginia der Vereinigten Staaten und ist Virginias jüngstes County. Bei der Volkszählung im Jahr 2020 hatte das County 14.124 Einwohner und eine Bevölkerungsdichte von 16,4 Einwohnern pro Quadratkilometer. Der Verwaltungssitz (County Seat) ist Clintwood. Das County gehört zu den Dry Countys, was bedeutet, dass der Verkauf von Alkohol eingeschränkt oder verboten ist.

## Geographie
Dickenson County liegt fast im äußersten Westen von Virginia, grenzt im Norden an Kentucky und hat eine Fläche von 864 Quadratkilometern, wovon fünf Quadratkilometer Wasserfläche sind. Es grenzt im Uhrzeigersinn an folgende Countys: Buchanan County, Russell County und Wise County.

## Geschichte
Gebildet wurde es 1880 aus Teilen des Buchanan County, Russell County und Wise County. Benannt wurde es nach dem politischen Führer William J. Dickinson.

## Demografische Daten

Alterspyramide des Dickenson County

Nach den Angaben des United States Census 2000 lebten im Dickenson County 16.395 Menschen in 6.732 Haushalten und 4.887 Familien. Die Bevölkerungsdichte betrug 19 Einwohner pro Quadratkilometer. Ethnisch betrachtet setzte sich die Bevölkerung zusammen aus 98,96 Prozent Weißen, 0,35 Prozent Afroamerikanern, 0,12 Prozent amerikanischen Ureinwohnern, 0,07 Prozent Asiaten und 0,05 Prozent aus anderen ethnischen Gruppen; 0,45 Prozent stammten von zwei oder mehr Ethnien ab. 0,43 Prozent der Bevölkerung waren spanischer oder lateinamerikanischer Abstammung.
Von den 6.732 Haushalten hatten 30,4 Prozent Kinder und Jugendliche unter 18 Jahre, die bei ihnen lebten. 58,0 Prozent waren verheiratete, zusammenlebende Paare, 10,6 Prozent waren allein erziehende Mütter, 27,4 Prozent waren keine Familien, 25,3 Prozent waren Singlehaushalte und in 11,3 Prozent lebten Menschen im Alter von 65 Jahren oder darüber. Die Durchschnittshaushaltsgröße betrug 2,42 und die durchschnittliche Familiengröße lag bei 2,88 Personen.
Auf das gesamte County bezogen setzte sich die Bevölkerung zusammen aus 22,1 Prozent Einwohnern unter 18 Jahren, 8,9 Prozent zwischen 18 und 24 Jahren, 27,6 Prozent zwischen 25 und 44 Jahren, 26,9 Prozent zwischen 45 und 64 Jahren und 14,5 Prozent waren 65 Jahre alt oder darüber. Das Durchschnittsalter betrug 40 Jahre. Auf 100 weibliche Personen kamen 95,7 männliche Personen. Auf 100 Frauen im Alter von 18 Jahren oder darüber kamen statistisch 93,6 Männer.

Das jährliche Durchschnittseinkommen eines Haushalts betrug 23.431 USD, das Durchschnittseinkommen der Familien betrug 27.986 USD. Männer hatten ein Durchschnittseinkommen von 27.281 USD, Frauen 17.695 USD. Das Prokopfeinkommen betrug 12.822 USD. 16,9 Prozent der Familien und 21,3 Prozent der Bevölkerung lebten unterhalb der Armutsgrenze. Davon waren 26,8 Prozent Kinder oder Jugendliche unter 18 Jahre und 17,3 Prozent waren Menschen über 65 Jahre.